# Дзуани
Дзуани (фр. Zuani, корс. Zuani) — коммуна во Франции, находится в регионе Корсика. Департамент коммуны — Верхняя Корсика. Входит в состав кантона Моита-Верде. Округ коммуны — Корте.
Код INSEE коммуны — 2B364.

## Население
Население коммуны на 2008 год составляло 45 человек.
| 1954 | 1962 | 1968 | 1975 | 1982 | 1990 | 1999 | 2008 |
| ---- | ---- | ---- | ---- | ---- | ---- | ---- | ---- |
| 120  | 94   | 95   | 96   | 100  | 40   | 51   | 45   |

## Экономика
В 2007 году среди 23 человек в трудоспособном возрасте (15—64 лет) 9 были экономически активными, 14 — неактивными (показатель активности — 39,1 %, в 1999 году было 42,3 %). Из 9 активных работали 9 человек (6 мужчин и 3 женщины), безработных не было. Среди 14 неактивных 6 человек были пенсионерами, 8 были неактивными по другим причинам.